# Universidade Andrews
A Universidade Andrews (em inglês: Andrews University) é uma universidade ligada ao Sistema Educacional Adventista. É referência para a Igreja Adventista do Sétimo Dia, no que concerne a formação de teólogos e líderes da denominação.
A Andrews University matricula anualmente mais de 3.500 estudantes da maioria dos 50 estados norte-americanos e de quase 100 países e territórios ao redor do mundo. Milhares de estudantes adicionais estudam fora do campus, tanto nacionalmente como no exterior. A Universidade Andrews tem mais de 80.000 ex-alunos em todo o mundo.

## História
A Andrews University foi fundada há mais de um século, em 1874, como Battle Creek College em Battle Creek, Michigan. Oferecia um programa colegiado de literatura, línguas, ciências, matemática, formação de professores e teologia.
Os fundadores, membros da jovem denominação Adventista do Sétimo Dia, acreditavam que deveriam espalhar o evangelho e servir o mundo, e isso incluía o ensino superior. Embora tenha passado por momentos e desafios difíceis, a instituição floresceu e, em meados da década de 1890, o número de matrículas aumentou para mais de 700 alunos. À beira de um novo século, em busca de espaço para expansão e um novo começo, a escola mudou-se em 1901 para um belo local próximo às margens do Rio St. Joseph em Berrien Springs e foi renomeada como Emmanuel Missionary College.
Desse momento em diante, o campus cresceu para uma propriedade de 2.400 acres e um complexo de edifícios acadêmicos, residências universitárias, apartamentos e edifícios de serviços, crescendo ainda mais quando, em 1959, o Seminário Teológico Adventista do Sétimo Dia e uma escola de pós-graduação, conhecidos juntos como Universidade Potomac, em Washington, D.C., foram transferidos para o campus do Emmanuel Missionary College.
No ano seguinte, as três entidades se uniram sob um único estatuto com o nome de Universidade Andrews – com um conselho integrado de curadores, administração e corpo docente. O nome homenageia John Nevins Andrews (1829 a 1883), teólogo e estudioso adventista pioneiro e o primeiro missionário oficial da denominação a servir fora da América do Norte.

## Campus

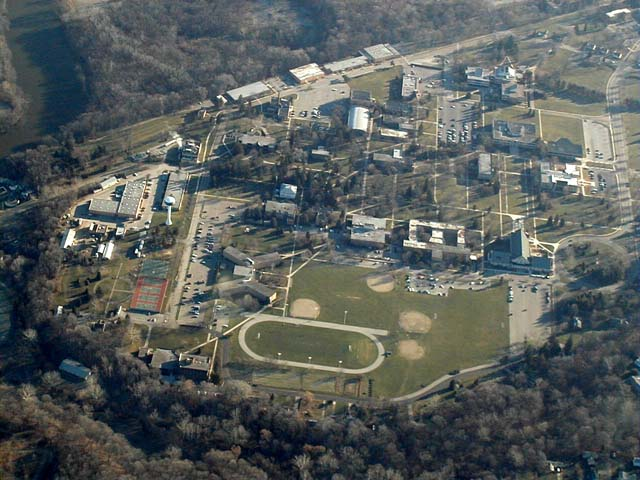
Vista aérea da Andrews University.

Em 1974, a divisão de graduação da Andrews foi organizada em duas faculdades – a Faculdade de Artes e Ciências e a Faculdade de Tecnologia. A Escola de Administração de Empresas, que evoluiu do Departamento de Administração de Empresas, foi criada em 1980. Em um movimento semelhante, o Departamento de Educação tornou-se a Escola de Educação em 1983. Em 1993, o Departamento de Arquitetura tornou-se a Divisão de Arquitetura, e agora é a Escola de Arquitetura e Design de Interiores. Ao mesmo tempo, os programas existentes e novos em tecnologia foram reestruturados e uma nova Escola de Profissões da Saúde foi inaugurada em 2012.
A atual estrutura organizacional da Escola de Pós-Graduação foi adotada em 1987. Ela supervisiona os programas de pós-graduação e as atividades de pesquisa em todo o campus. A Griggs University juntou-se à Andrews em 2011 para se tornar a Escola de Educação a Distância. Amplia o acesso à educação adventista além do campus, da comunidade e das fronteiras nacionais. Apoia todas as escolas na entrega de diplomas em locais nacionais e internacionais, ao mesmo tempo que promove e modela as melhores práticas em educação à distância. A Universidade Andrews, estabelecida por visionários, no espírito da filosofia educacional adventista, e enriquecida por um corpo docente e discente diversificado, oferece agora uma riqueza de opções para preparar seus graduados para a vida no século XXI. A missão, no entanto, permanece a mesma: servir a Deus e à humanidade.
A Andrews University está localizada na vila de Berrien Springs, no sudoeste de Michigan. O campus fica ao lado do Rio St. Joseph e a 19 km das margens do Lago Michigan, e a cidade de South Bend, Indiana, sede da Universidade de Notre Dame, fica a 40 km de distância; assim, alguns membros do corpo docente da Andrews mantêm compromissos conjuntos com a Notre Dame. O tamanho total do campus é de 2.400 acres, designados como arborizado. Inclui 26 edifícios de ensino, uma sala de espetáculos de artes plásticas, um centro de bem-estar, um aeroporto, quatro residências universitárias e quatro complexos de apartamentos, bem como vários edifícios de serviços e apoio.